# Iryna Dobrianska
Iryna Dobrianska, ukr. Ірина Добрянська, pol. Irena Dobrzańska (ur. 11 września 1892 w Sanoku, zm. 14 marca 1980 we Lwowie) – ukraińska nauczycielka, etnograf, badacz łemkowskiej kultury ludowej, aktywistka polityczna w przedwojennym Sanoku.

## Życiorys
Była wyznania greckokatolickiego. Uczyła się w szkole podstawowej w Sanoku, następnie w tamtejszym
C. K. Gimnazjum (w charakterze prywatystki w 1909 VI klasę ukończyła jako chlubnie uzdolniona), w Kołomyi i we Lwowie, które ukończyła w 1911. Od 1912 pracowała w firmie ubezpieczeniowej Dnister. Po I wojnie światowej przeniosła się do Przemyśla, gdzie zajęła się badaniami nad Łemkowszczyzną, gromadzeniem przedmiotów jej kultury i tradycji oraz kontynuowała naukę w przemyskim Seminarium Nauczycielskim do 1921. Dysponując egzaminem kwalifikacyjnym 1 września 1921 podjęła pracę nauczycielki w szkołach na tzw. Łemkowszczyźnie (m.in. w Międzybrodziu), gdzie promowała pogląd o dominującej ukraińskiej proweniencji Łemków. W 1930 była współzałożycielką Muzeum Łemkowszyzna w Sanoku. W Sanoku była animatorką ukraińskiego życia narodowego, współpracowała razem z artystą Leonem Getzem, ks. Stepanem Wenhrynowyczem i burmistrzem Wanczyckim. W latach 30. była kierowniczką szkoły w Międzybrodziu.
Po 1939 kierownik powołanego przez władze niemieckie, przy ukraińskiej radzie miasta Muzeum Ukraińskiego w Sanoku. W latach 1941–1942 prowadziła badania archeologiczne razem z profesorem Wernerem Radigiem na stanowisku w Bachórzu.
W 1945 została przesiedlona do Ukraińskiej SRR, osiadła we Lwowie, gdzie pracowała w Muzeum Etnograficznym i Sztuki Przemysłowej. Tam też kontynuowała również swoje wcześniejsze prace dotyczące folkloru łemkowskiego. Była autorką wielu artykułów do ukraińskojęzycznego „Naszego Słowa” wydawanego w Polsce od 1956.
Była siostrzenicą prof. Włodzimierza Kulczyckiego i projektantką krypty grobowej Kulczyckich i Dobrzańskich o piramidalnym kształcie na cmentarzu przy Cerkwi Świętej Trójcy w Międzybrodziu.

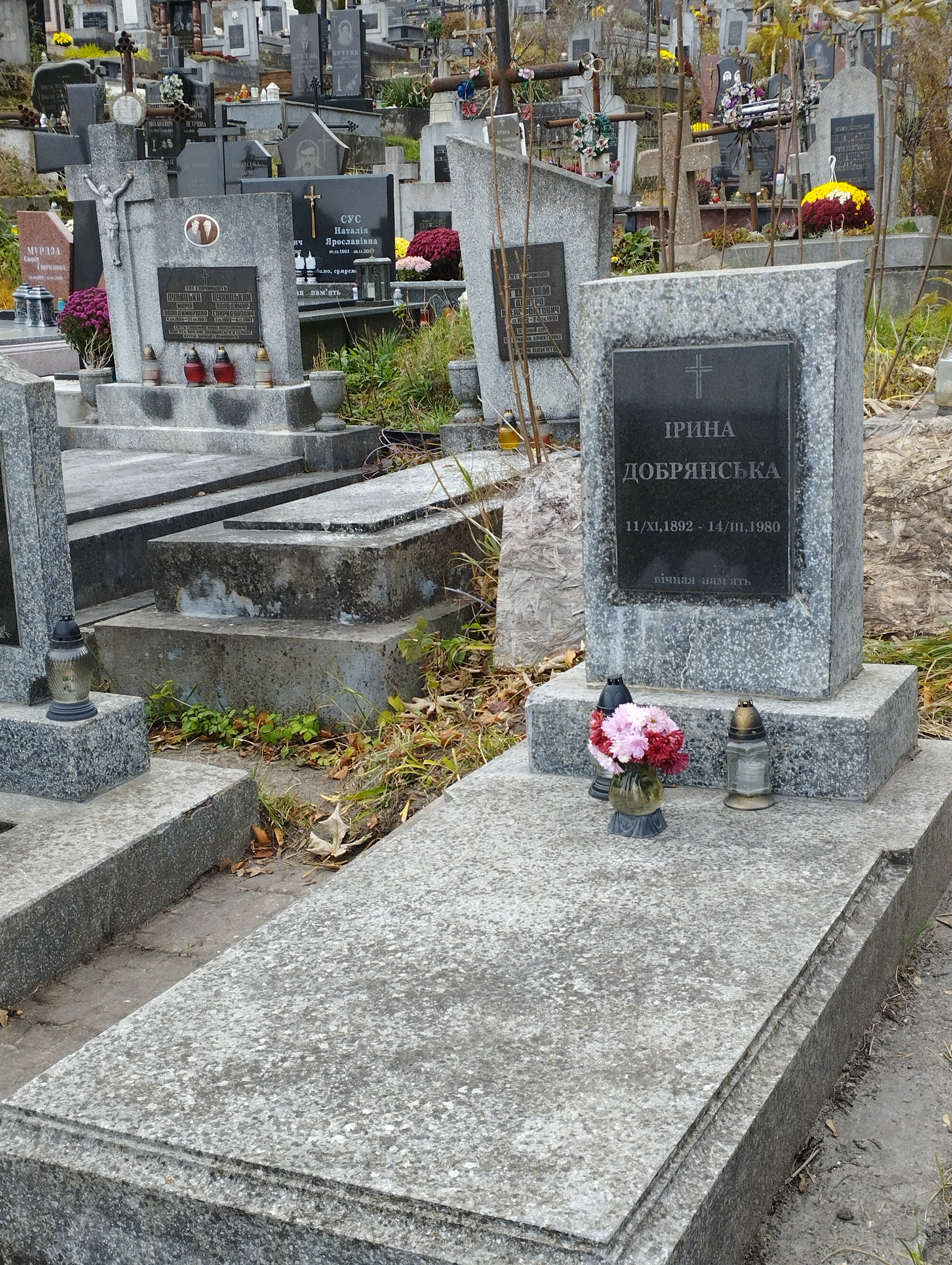
Grób Iryny Dobriańskiej na starym cmentarzu w Winnikаch

## Publikacje
- Хатні розписи українців західних Карпат (1964)
- Настінний розпис Лемківщини (1968)